# Sansern Limwattana
Sansern Limwattana (thailändisch สรรเสริญ ลิ้มวัฒนะ, * 31. Juli 1997 in Samut Prakan) ist ein thailändischer Fußballspieler.

## Karriere

### Verein
Sansern Limwattana erlernte das Fußballspielen in der Jugendmannschaft von Onehunga Sports in Onehunga in Neuseeland. Über die neuseeländischen Vereine Central United FC und Waitakere United wechselte er Anfang 2015 in sein Heimatland Thailand. Hier unterschrieb er einen Vertrag beim Erstligisten Buriram United in Buriram. Nach sechs Monaten verließ er Buriram und schloss sich Mitte 2015 dem Ligakonkurrenten Bangkok United aus Bangkok an. Die Hinserie 2017 wurde er an den ebenfalls in der Thai League spielenden Ubon UMT United nach Ubon Ratchathani ausgeliehen. Für Ubon absolvierte er zehn Erstligaspiele. Direkt im Anschluss erfolgte eine Ausleihe an den Ligakonkurrenten Sukhothai FC nach Sukhothai. Für Sukhothai spielte er 40-mal in der ersten Liga. Nach Vertragsende wechselte er 2019 zum Erstligisten Port FC. Für den Club aus Bangkok stand er in der Hinserie 2019 einmal auf dem Spielfeld. Die Rückserie wurde er an den in der zweiten Liga, der Thai League 2, spielenden Ayutthaya United FC nach Ayutthaya ausgeliehen. 2020 kehrte er nach der Ausleihe zu Port zurück. Ende Dezember 2020 wurde er an den Ligakonkurrenten Trat FC nach Trat ausgeliehen. Am Ende der Saison 2020/21 musste er mit Trat als Tabellenvorletzter in die zweite Liga absteigen. Für Trat absolvierte er 12 Ligaspiele. Nach der Ausleihe kehrte er Ende Mai 2021 wieder zu Port zurück. Chiangmai United FC, ein Zweitligist aus Chiangmai, nahm ihn im Juni 2022 für eine Spielzeit unter Vertrag. Für Chiangmai stand er 21-mal in der Liga auf dem Spielfeld. Zu Beginn der Saison 2023/24 wechselte er zum Erstligisten Sukhothai FC. Für den Erstligisten aus Sukhothai bestritt er elf Ligaspiele. Nach einer Saison wechselte er im Juli 2024 zum Drittligisten Navy FC. Mit dem Verein aus Sattahip spielte er dreimal in der Eastern Region der Liga. Nach der Hinrunde wurde sein Vertrag im Dezember 2024 nicht verlängert. Im Januar 2025 schloss er sich dem Viertligisten Banbueng City FC an. Mit dem Verein aus Ban Bueng spielte er sechsmal in der Eastern Region der Liga. Am Ende der Spielzeit wurde er mit Banbueng Meister der Region und stieg somit in die dritte Liga auf.

### Nationalmannschaft
Sansern Limwatthana spielte von 2014 bis 2016 dreizehn Mal in der U-19-Nationalmannschaft. 2018 spielte er zweimal in der U-23.

## Erfolge
Bangkok United
- Thailändischer Vizemeister: 2016

Banbueng City FC
- Thailand Semi-Pro League – East: 2025  ▲

## Sonstiges
Sansern Limwattana ist der Bruder von Baramee Limwatthana.